# Onkraj pekla so ljudje
Onkraj pekla so ljudje (1958) je roman z vojno tematiko Borisa Pahorja. Leta 1978 je izšel spremenjen pod naslovom Spopad s pomladjo.

## Zgodba
Po koncu druge svetovne vojne pelje vlak zapornike iz nemških delavskih taborišč preko Nizozemske do sanatorija v Parizu. Igor Suban, Slovenec iz Trsta, gre tja po priporočilu prijatelja zdravnika, ki mu je odkril senco na pljučih. V taborišču Suban opravlja delo bolničarja in skupaj z vedno manjšo skupino ljudi mrtvece nosi v krematorijske peči.
V sanatoriju se zaljubi v štiriindvajsetletno Arlette Dubois, s katero doživljata trenutke romantične intime in uživata v spokoju narave, ki obdaja sanatorij. Zaradi različnih pogledov na svet (Igorjevega so oblikovale predvsem taboriščne krutosti) se večkrat spreta in skoraj obupata nad zvezo.  V Igorjevih pismih Arlette in tudi njegovih razmišljanjih odseva psihična uničenost, kot posledica doživetij v taborišču; brez Arlettine pomoči ni sposoben ljubiti in razumeti sveta zunaj taborišča.
Med bivanjem v sanatoriju se Igor z drugimi povratniki pogovarja o aktualnih političnih dogodkih, ki jih vsak interpretira po svoje. Čas si krajšajo s pripovedovanjem tragičnih zgodb, ki so jih doživeli. Igor odpotuje v rojstni Trst obiskat mamo, ki čaka na operacijo. Arlette mu obljubi, da ga bo kljub pritiskom družine, naj se poroči z bogatim sovaščanom, čakala in se bo nekoč z njim odpeljala v Trst, ki ji ga Igor tako slikovito in z ljubeznijo opisuje. 

## Zgodovina izdaj

### Ponatisi
- 1958 Onkraj pekla so ljudje (COBISS), prva izdaja
- 1961 Onkraj pekla so ljudje (COBISS), druga izdaja
- 1978 Spopad s pomladjo (COBISS), prva izdaja prenovljene različice (Igor Suban → Radko Suban)

### Dramatizacija
- 2006 Spopad s pomladjo: Dramatizacija romana = Una primavera difficile: Adattamento dal romanzo (prevod Igor Lampret, priredba in režiser Marko Sosič) (COBISS)

### Prevodi
- 1995 Printemps difficile, prevod v francoščino (Andrée Lück-Gaye) (COBISS), ponatis 2013
- 1997 Kampf mit dem Frühling, prevod v nemščino (Peter Scherber) (COBISS)
- 2009 A Difficult Spring, prevod v angleščino (Erica Johnson Debeljak) (COBISS)
- 2009 Una primavera difficile, prevod v italijanščino (Mirella Urdih Merkù) (COBISS)

## Kritika in literarna zgodovina
Cobiss beleži 37 zapisov o romanu Spopad s pomladjo in sedem zapisov o romanu Onkraj pekla so ljudje. Pahorjevi romani Vila ob jezeru, Onkraj pekla so ljudje in Nekropola so trilogija o taboriščnem življenju. (Helga Glušič) 
"Boris Pahor prav gotovo ni iz trenutnih nagibov izbral teh Camusovih besed za moto svojega romana. Bolj kakor godbe na križiščih so prav ti oznanjali resnično odrešitev. Zakaj ti zavzeti pari, tesno oprijeti in skopi v besedah, so sredi trušča z vsem zmagoslavjem in z vso krivičnostjo srečnih ljudi potrjevali, da je kuga premagana in da terorja ni več.« Camusova prispodoba je jasna, preprosta in tudi nazorna. Ali ni prav intimna sreča ljudi tisti najbolj prepričljivi in obenem tudi elementarni dokaz, da se je človek v resnici moralno odrešil, ko je premagal nasilje? Žal pa se je v novem Pahorjevem romanu ta zamisel, ki je vsekakor vredna literarne obdelave, izrazila le kot dober avtorjev namen; kajti z romanom Onkraj pekla so ljudje pisatelj ni uspel potrditi poetične in moralne vrednosti Camusove prispodobe. Poskušal se je sicer približati njenemu jedru, vendar pa se njegova pripoved zaradi nejasnega idejnega tkiva nikakor ni mogla iztrgati iz togih okvirov nerazgibane in sentimentalne ilustrativnosti." (Bojan Štih)
"Idejo, ki je nedvoumno postavljena, saj je pisatej nanjo opozoril celo v motu, preveva humana in napredna miselnost in je vredna največjega truda in najvrednejšega peresa." (Pavel Pertot)
"Suban zagovarja pravico do svobodnega odločanja za vsakega posameznika, posameznik je pred skupnostjo, človek pred človeštvom in "če posamezniki niso zadovoljni, je tudi človeštvo nesrečno"" (Mateja Rebec)
"Roman Onkraj pekla so ljudje temelji na ideji o človekovem intimnem boju s preteklostjo, ki mu je kot življenjsko izkustvo vsilila deformirano podobo sveta. Osnovni položaj romana spominja na Vilo ob jezeru, le da je izpeljava problema tod konsekventnejša, realizacija obeh protagonistov pa psihološko precej bolj popolna." (Slovenska književnost 1945-1965)
"Življenjska volja in moč se mu šele vračata, pogovori s sestro Arlette, s to svojsko lepo Vido, mu le polagoma spodrivajo "spačene obraze" iz taborišča." (Janež. 1997: 199)
"Ob izdaji romana pod novim naslovom pisatelj pojasnjuje razloge za spremembo: romanu je vrnil prvotni naslov, kot ga je ta imel takoj po nastanku besedila." (Glušič. 2002: 73)